# Schrempf (Familie)

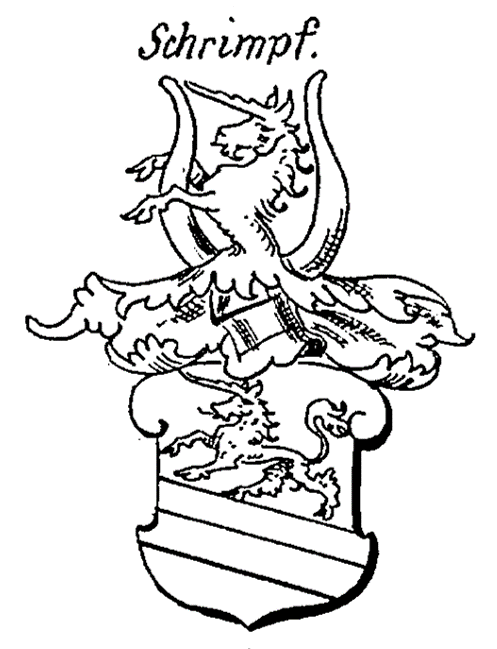
Wappen der Schrempf (Schrimpf) in Siebmachers Wappenbuch

Schrempf (auch Schrimpf) ist ein altes österreichisches Patriziergeschlecht mit Wurzeln in Tirol, dem Salzkammergut in Salzburg und der Steiermark.

## Vorkommen

### Vorkommen in Tirol
Die ersten Aufzeichnungen gab es 1312 als Gewerkengeschlecht in Schwaz und Hall. Konrad von Schrempf war Salzmeier und Ratsherr, sein Wappen ist 1378 und 1385 belegt, er war mit Margarete von Eben verheiratet. Stephan von Mayrhofen erwähnt die Familie Schrempf zu Hall in seinen Genealogien des Tiroler Adels mit ihrem Wappen. Im 14. Jahrhundert gab es außerdem Aufzeichnungen der Familie in der Bruderschaft St. Christoph am Arlberg. Vigil Raber gab die Familie in sein Wappenbuch. Nachkommen haben Besitzungen im Salzkammergut, in Bad Goisern ist eine Gasse nach ihnen benannt.

### Vorkommen im Salzkammergut
Am Ende des 15. Jahrhunderts können die ersten der Familie Schrempf in Bad Ischl und Hallstatt nachgewiesen werden. Martin Schrempf I. wurde im Jahre 1542 Bürger der Stadt Bad Ischl und bekam am 14. Dezember 1567 die Verleihung eines Wappens und Lehenartikel, 1574 wird er nobilitiert. Nachkommen dieser Familie leben in Wien, Linz und Salzburg.

### Vorkommen in Salzburg
Schrempf ist ein alter Salzburger Familienname. 1496 kam Balthasar Schrempf zum Gut Kaprun. Durch die Heirat in viele Familien kamen die Schrempf zu Unken, Niedernsill und Uttendorf.

## Namensträger

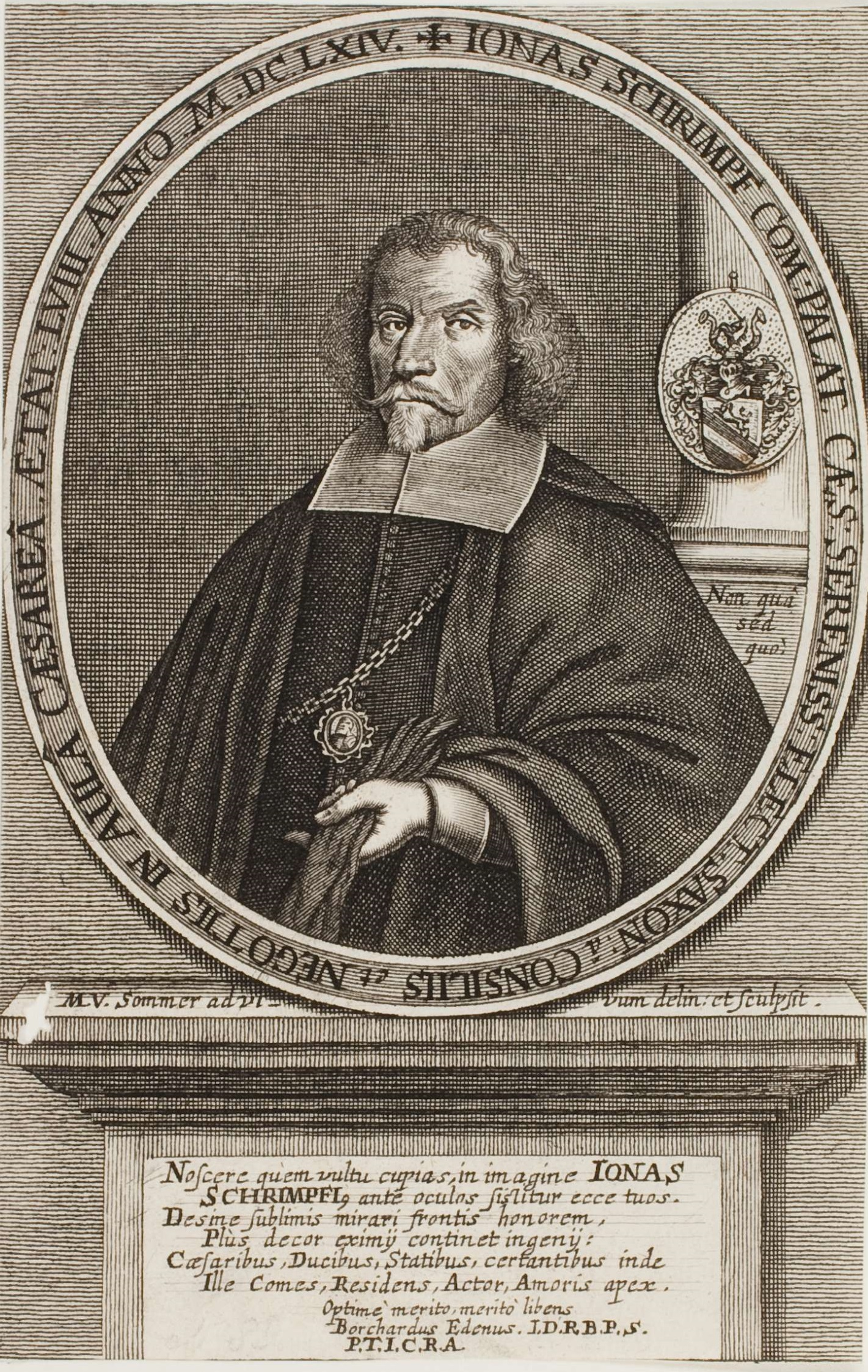
Reichshofratsagent Jonas Schrimpf

- Franz Schrempf (1870–1953), österreichischer Maler
- Thomas Bernhard Schrempf gen. Friedberg (* 1980), Entrepreneur, Unternehmensberater und Autor[9]
- Konrad von Schrempf, Ratsherr in Stadt Hall, Salzmeier
- Reichshofratsagent Jonas Schrimpf († 1696)

## Wappen
Blasonierung: Die untere Hälfte des Schildes in flacher Linie dreimal schräggeteilt, oben ein laufendes Einhorn. Auf dem Helm ein wachsendes Einhorn zwischen zwei Büffelhörnern.
Bezüglich der Tingierung finden sich unterschiedliche Angaben bzw. Darstellungen. In Siebmachers Wappenbuch findet sich unter „Die Schrimpfen“ im schrägrechts geteilten Schild oben in Rot ein silbernes Einhorn, unten in Schwarz ein goldener Schrägrechtsbalken. Auf dem gekrönten Helm ein silbernes wachsendes Einhorn zwischen zwei, rechts gold-schwarz, links silbern-rot geteilten Büffelhörnern. An anderer Stelle unter „Die Schrimpffen“ im schrägrechtsgeteilten Schild oben in Schwarz ein silbernes Einhorn, unten von Silber und Rot dreimal schrägrechts geteilt. Auf dem gekrönten Helm ein wachsendes silbernes Einhorn zwischen zwei, rechts gold-silbern und rechts silbern-rot geteilten Büffelhörnern.